# Yamasa
Die Yamasa Shōyu K.K. (jap. ヤマサ醤油株式会社 Yamasa Shōyu kabushiki-gaisha, engl. Yamasa Corporation) ist ein japanischer Würzmittel- und Pharmahersteller. Das Unternehmen am heutigen Standort wurde im Jahre 1645 mit dem Umzug des Gründers von Kishū (heute Wakayama) nach Chōshi in Sōshū (heute Chiba) unter dem Namen Yamasa gegründet und 1928 in eine Kabushiki-gaisha umgewandelt. Sie ist in erster Linie bekannt für die Produktion von Sojasauce (shōyu). Sie steht unter der Leitung Michio Hamaguchis, einem direkten Nachfahren des Gründers Gihei Hamaguchi.
Das Unternehmen verfügt neben ihren Produktionsanlagen in Japan über eine Niederlassung in Salem, Oregon und bedient von dort aus den nordamerikanischen Markt. Es wurde im Jahr 2007 ein Umsatz in Höhe von 48,8 Mrd. Yen (ca. 290 Mio. €) erwirtschaftet.

## Produkte
- Sojasauce (Shoyu)
- Teriyaki-Marinade
- Gewürzmischungen
- Pharmazeutische Produkte